# Formation en V

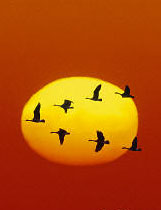
Oies canadiennes en formation en V

La formation en V ou formation en chevron est une formation symétrique de vol souvent utilisée par les oiseaux migrateurs dont les oies ou les canards, et même les cétacés. Elle est aussi utilisée lors des missions de vols militaires.

## Aérodynamique
Voler par formation en V aide les oiseaux à couvrir de longues distances de manière très efficace, en transférant beaucoup des vortex créés par la traînée à chacun des bouts du V, sur chaque participant au vol et/ou la migration. L'efficacité énergétique peut ainsi doubler. Les oiseaux volent en rotation ; aucun ne reste jamais en permanence aux bouts du V, pour répartir l'effort dépensé sur tout le groupe. La formation facilite aussi la communication, permettant aux oiseaux de maintenir le contact visuel.

## Vols militaires

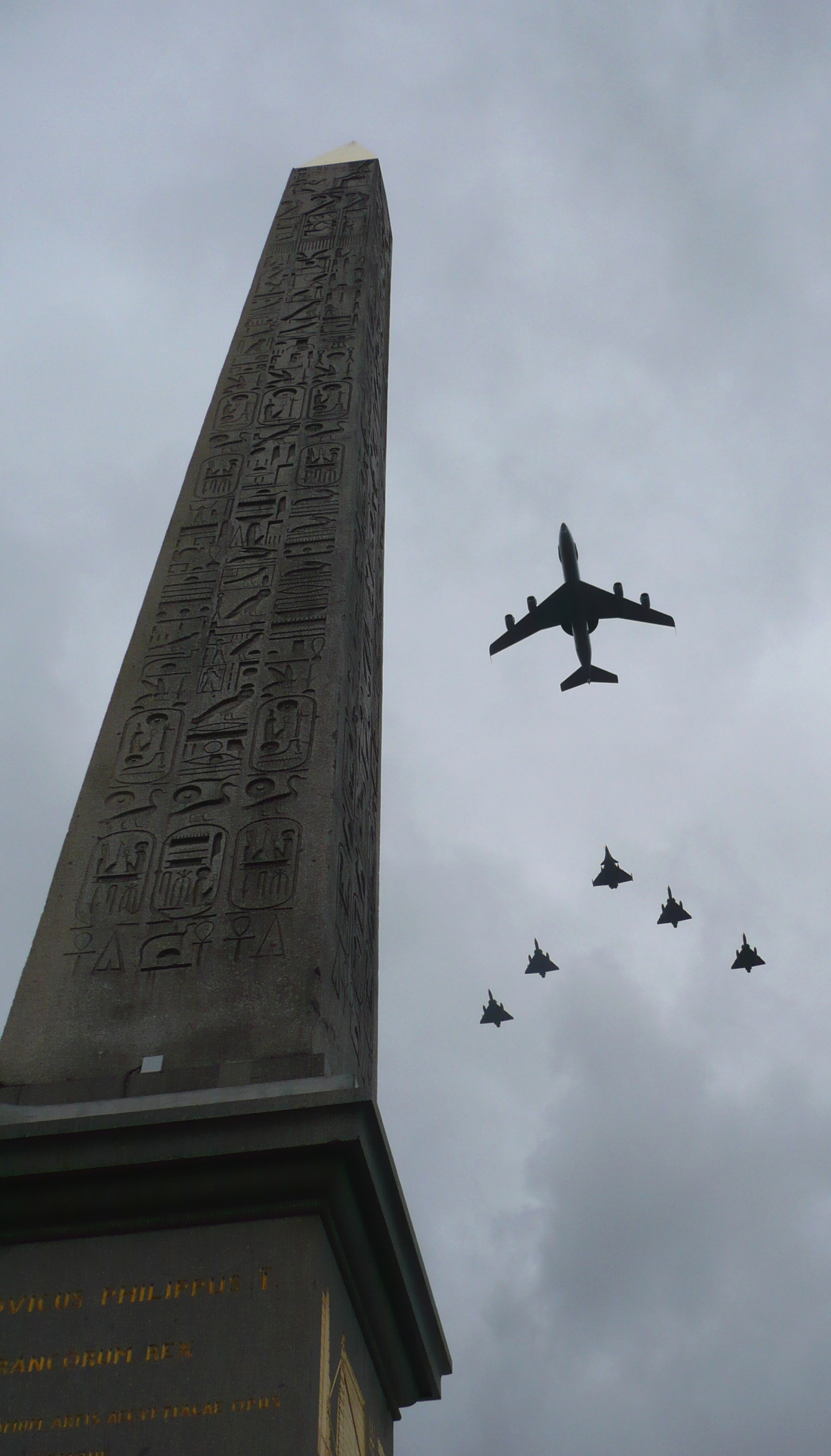
Défilé aérien du 14-Juillet au-dessus de la place de la Concorde en 2012

Le contact visuel est aussi une des raisons pour laquelle la formation en V (ainsi que les asymétriques formations en échelons (en)) est souvent adoptée lors des vols militaires. Par ailleurs, en favorisant un phénomène d’aspiration, elle permet d'épargner du carburant.
Elle était la formation basique de vol dans beaucoup des armées de l'air pendant la Seconde Guerre mondiale. Dans les United States Army Air Forces, la formation de base était celle d'un V de trois avions, appelée « élément ». Des « éléments » mis l'un au-dessus de l'autre composaient une formation appelée « combat box » (littéralement « boîte de combat »).
La formation en V est aussi souvent utilisée lors des vols cérémoniaux (lors des parades militaires, par exemple celui du 14-Juillet en France) et les meetings aériens.

## Divers
Lors de l'Ineos 1:59 Challenge du 12 octobre 2019, les lièvres chargés d'emmener le marathonien Eliud Kipchoge sous les 2h se sont succédé tour à tour selon cette formation.
L'équipe de hockey sur glace de fiction du film Mighty Ducks utilise cette formation à bon effet.